# زشت (فیلم ۲۰۰۶)
نفرت انگیز (به انگلیسی: Abominable) یک فیلم ترسناک محصول سال ۲۰۰۶ امریکا، کارگردانی و نوشته شده توسط رایان شیفرین، با بازی ستارگان مت مک کوی، جفری شن کش، لنس هنریکسن، رکس لین، دی والاس، فیل موریس، پل گلیسون و هیلی جوئل است. 

## داستان فیلم
فیلم درباره یک کشاورز به نام بیلی هوس (رکس لین) و همسرش اتل (دی والاس)است. و با بیدار شدن آن‌ها از خواب در وسط شب از سر و صدای غیرمعمول آغاز می‌شود. سگشان برای بررسی به بیرون می‌رود، جایی که آن‌ها یک اسب اسباب بازی تکه تکه شده را پیدا می‌کنند. سگ در تاریکی بسوی چیزی حمله می‌کند می رود . سگ در تاریکی و به دور از صحنه به‌طور مرموزی کشته می‌شود. به همین دلیل آن‌ها بسوی خانه فرار کنند جایی که یک آن‌ها چیزی شبیه یک غول بزرگ را در پشت خانه خود می بینند. ناگهان آن غول بزرگ ناپدید می‌شود آن‌ها که به داخل خانه پناه برده بودند، بر می گردند و ردپای بزرگ ان موجود را روی زمین پیدا می‌کنند. و...